# همشكوريب
همشكوريب أو (السرج الأغبش) مدينة سودانية تبعد حوالي أربع ساعات ونصف الساعة عن كسلا في الاتجاه الشمالي الشرقي، وهي ذات طبيعة جغرافية محاطة بالجبال من النواحي الشمالية والشرقية والجنوبية

## عدد سكانها
ويقدر عدد سكانها بحوالي
(25) ألف نسمة من جملة عدد سكان المحلية (55) ألف نسمة

## أشهر احياءها
ومن أشهر الأحياء يتاي وعرفات وهمشكوريب غرب وردي.. وهمشكوريب منطقة تشتهر بكثرة الخلاوي التي تدرس القرآن الكريم وعلومه

## تأسيس الخلاوي
وكان ذلك في العام 1951 بتحويله المنطقة التي كانت مصدر خطر على حياة الناس جراء الجرائم التي ترتكب إلى منطقة يشع منها نور القرآن. وتعود أصول الشيخ “علي بيتاي” إلى (خور همشكوريب). يقدر عدد طلاب خلاوي همشكوريب بحوالي (7) آلاف طالب و(15) ألفاً من النساء في عدد (22) مركزاً، وتستوعب الخلاوي طلاباً من مختلف ولايات السودان خاصة من ولايات دارفور، بجانب طلاب أجانب من دول أفريقية.
1. ↑  "همشكوريب.. حكاية قرية (تمسي وتصبح على كلام الله)". النيلين. 13 ديسمبر 2017. مؤرشف من الأصل في 2018-08-13. اطلع عليه بتاريخ 2019-11-27.
2. ↑  "خلاوي السودان.. منارة دينية وعلمية راسخة لحفظ القرآن". جريدة الشرق. مؤرشف من الأصل في 2019-12-15. اطلع عليه بتاريخ 2019-11-27.